# Schizocosa minahassae
Schizocosa minahassae är en spindelart som först beskrevs av Anna Maria Sibylla Merian 1911.  Schizocosa minahassae ingår i släktet Schizocosa och familjen vargspindlar.
Artens utbredningsområde är Sulawesi. Inga underarter finns listade i Catalogue of Life.